# Rafe Spall
Rafe Joseph Spall (Camberwell, Londres, 10 de marzo de 1983) es un actor británico. Es más conocido por su trabajo en la serie Pete Versus Life, y en las películas One Day, Anonymous, Prometheus, del director Ridley Scott, y Life of Pi. En televisión, se reconoce su trabajo en el episodio White Christmas de la popular serie británica Black Mirror.

## Antecedentes
Spall nació en el hospital King's College, en Camberwell, Londres, Inglaterra. Es el hijo del actor Timothy Spall y su mujer Shane Spall, el segundo de tres hijos. A diferencia de sus dos hermanas, que son profesoras en un colegio de primaria y una diseñadora de ropa, Spall siguió los pasos de su padre. Recibió su nombre por el protagonista de The Knight of the Burning Pestle, un rol que su padre hizo en Royal Shakespeare Company y que luego haría él mismo, Rafe siempre tuvo la ambición de actuar. No habiendo tenido muy buenas notas en el colegio de Haberdashers' Aske's Hatcham, se fue y comenzó en el National Youth Theatre pero tras suspender las pruebas para entrar en esos colegios de arte dramático, empezó su carrera desde abajo.
Spall es el patrón del Centro de Actores.

## Filmografía

### Cine
| Año  | Título                         | Rol                 | Notas |
| ---- | ------------------------------ | ------------------- | --- |
| 2001 | Beginner's Luck                |                     | |
| 2004 | Shaun of the Dead              | Noel                | |
| 2004 | The Calcium Kid                | Stan Parlour        | |
| 2005 | Green Street                   | Swill               | |
| 2005 | The Last Drop                  | Soldado Wellings    | |
| 2006 | Kidulthood                     | Lenny               | |
| 2006 | A Good Year                    | Kenny               | |
| 2007 | Get Off My Land                | Hombre              | |
| 2007 | Hot Fuzz                       | DC Cartwright       | |
| 2007 | Grindhouse                     | Ghost               | Actuó en el segmento "Don't" |
| 2008 | Close                          | Eric                | [ 1 ] |
| 2009 | The Scouting Book For Boys     | Steve               | |
| 2009 | Modern Life Is Rubbish         | Liam                | [ 2 ] |
| 2010 | Behind the Door                | Bobby               | |
| 2010 | Sus                            | D. C. Wilby         | |
| 2011 | Anonymous                      | William Shakespeare | |
| 2011 | One Day                        | Ian                 | |
| 2012 | Prometheus                     | Millburn            | |
| 2012 | Life of Pi                     | Yann Martel         | Reemplazó a Tobey Maguire en posproducción                                                                                      |
| 2012 | Earthbound                     | Joe Norman          | |
| 2013 | I Give It a Year               | Josh                | |
| 2013 | The World's End                | Comprador de casa   | |
| 2013 | What If                        | Ben                 | |
| 2014 | X+Y                            | Mr. Humphreys       | Nominado — BIFA Award for Best Supporting Actor Nominado — Indiana Film Journalists Association Award for Best Supporting Actor |
| 2014 | Get Santa                      | Steve               | |
| 2015 | La gran apuesta                | Danny Moses         | Nominado — Screen Actors Guild Award for Outstanding Performance by a Cast in a Motion Picture                                  |
| 2016 | The BFG                        | Mr. Tibbs           | |
| 2016 | Swallows and Amazons           | Jim Turner          | |
| 2016 | Mum's List                     | Singe               | |
| 2017 | The Ritual                     | Luke                | |
| 2018 | Jurassic World: El reino caído | Mills               | |
| 2019 | Men in Black: International    | Agente "C"          | |

### Televisión
| Año       | Título                             | Rol                   | Notas                                  |
| --------- | ---------------------------------- | --------------------- | -------------------------------------- |
| 2002      | Out of Control                     | Ray                   |                                        |
| 2003      | The Lion in Winter                 | Príncipe John         |                                        |
| 2004      | The Legend of the Tamworth Two     | Crustie               |                                        |
| 2005      | The Rotters' Club                  | Sean Harding          |                                        |
| 2005      | Twisted Tales                      | Dominic               | Episodio: "Death Metal Chronicles"     |
| 2006      | The Romantics                      | John Clare            |                                        |
| 2006      | The Chatterley Affair              | Keith                 |                                        |
| 2006      | Cracker                            | DS McAllister         |                                        |
| 2006      | Wide Sargasso Sea                  | Edward Rochester      |                                        |
| 2006      | Drácula                            | Jonathan Harker       |                                        |
| 2007      | A Room with a View                 | George Emerson        |                                        |
| 2008      | He Kills Coppers                   | Frank Taylor          |                                        |
| 2008      | Frankie Howerd: Rather You Than Me | Dennis Heymer         |                                        |
| 2009      | Agatha Christie's Marple           | Roger Bassington      | Episodio: "Why Didn't They Ask Evans?" |
| 2009      | Desperate Romantics                | William 'Maniac' Hunt |                                        |
| 2011      | The Shadow Line                    | Jay Wratten           |                                        |
| 2010-2011 | Pete Versus Life                   | Pete Griffiths        |                                        |
| 2014      | Black Mirror                       | Joe Potter            | Episodio: "White Christmas"            |
| 2015      | Harry Price: Ghost Hunter          | OM                    | Película para televisión               |
| 2015      | Sons of Liberty                    | John Hancock          |                                        |
| 2016      | Roadies                            | Reg Whitehead         |                                        |